# 陽明醫院
陽明醫院，簡稱陽明，位於臺灣嘉義市東區。於西元1998年由謝景祥醫師創立，以「視病猶親」作為創設信念，以骨科專門醫院起家。

## 科別

### 內科
- 心臟內科
- 胸腔內科
- 神經內科
- 腎臟內科
  - 洗腎中心
- 肝膽胃腸科
- 新陳代謝科

### 外科
- 骨科
- 一般外科
- 神經外科
- 心臟外科
- 大腸直腸肛門外科
- 整形外科

### 其他專科
- 眼科
- 復健科
- 婦產科
- 泌尿科
- 麻醉科
- 身心醫學科
- 家庭醫學科
- 急診醫學科

## 交通
嘉義市公車
| 路線                 | 業者     | 行先                                     | 停靠站                             |
| -------------------- | -------- | ---------------------------------------- | ---------------------------------- |
| 中山幹線 （綠線）    | 國光客運 | 大富路－國立嘉義大學蘭潭校區             | 市政府                             |
| 中山幹線A （綠A線）  | 國光客運 | 二二八國家紀念公園－國立嘉義大學蘭潭校區 | 市政府                             |
| 光林我嘉線 （黃線）  | 國光客運 | 港坪運動公園－蘭潭                       | 市政府(吳鳳北路)                   |
| 樂活1路 （紫線）     | 捷乘交通 | 紅瓦里(1)全家超商－林森盧義路口          | 市政府(吳鳳北路)、陽明醫院護理之家 |
| 樂活1路支線 （紫線） | 捷乘交通 | 紅瓦里(1)全家超商－東洋新村              | 市政府(吳鳳北路)、陽明醫院護理之家 |
| 樂活2路 （棕線）     | 捷乘交通 | 竹村里活動中心－五港宮                   | 市政府(吳鳳北路)、陽明醫院護理之家 |

公路客運
| 路線 | 業者     | 行先               | 停靠站 |
| ---- | -------- | ------------------ | ------ |
| 7202 | 嘉義客運 | 嘉義－民雄－北港   | 公明路 |
| 7203 | 嘉義客運 | 嘉義－溪口－土庫   | 公明路 |
| 7204 | 嘉義客運 | 嘉義－溪口         | 公明路 |
| 7210 | 嘉義客運 | 嘉義－內角－白河   | 公明路 |
| 7214 | 嘉義客運 | 嘉義－白河－關子嶺 | 公明路 |
| 7215 | 嘉義客運 | 嘉義－澐水         | 公明路 |
| 7216 | 嘉義客運 | 嘉義－觸口         | 公明路 |
| 7217 | 嘉義客運 | 嘉義－蒜頭         | 公明路 |

## 分院
- 民權診所：嘉義市西區民權路385號
- 北門日照中心：嘉義市東區民權路315號2樓

## 歷史沿革
謝景祥醫師於1998年創立陽明醫院，2004年買下林綜合醫院成為陽明新院區，並於2005年2月遷至市政府南側吳鳳北路現址，並從骨科專門逐步轉型為今日的綜合醫院。
2020年4月6日-陽明醫院新醫療大樓動工，位於公明路側，為地下4層地上11層之建築物，預計於2023年6月4日完工。

## 歷任院長
| 任別 | 姓名       | 就職時間  | 卸任時間 | 備註 |
| ---- | ---------- | --------- | -------- | ---- |
| 1    | 謝景祥醫師 | 1998年4月 |          | 現任 |

## 附屬設施
- 彰化銀行ATM

## 周邊
- 嘉義東門教會
- 嘉義市政府
- 嘉義東市場
- 文化路夜市
- 共和市場
- 行政院雲嘉南區聯合服務中心
- 東區戶政事務所

## 外部連結
- .   [2021-09-04]. （原始内容存档于2017-04-04）.